# Bruno Neves
Pour les articles homonymes, voir Neves.
Bruno Ricardo Fernandes Neves, né le 5 septembre 1981 à Oliveira de Azeméis et mort le 11 mai 2008, est un coureur cycliste portugais. Il est professionnel entre 2002 à 2008.

## Biographie
Il meurt à la suite d'un arrêt cardiaque lors de la Clássica de Amarante au Portugal.

## Palmarès
- 2003
  - Circuito Grandolense
  - Prix Reis Eusébio
- 2004
  - Grand Prix Barbot :
    - Classement général
    - 2e étape
- 2005
  - 3e étape du Tour des Terres de Santa Maria da Feira
  - 3e étape du Grand Prix Abimota
  - 9e étape du Tour du Portugal
- 2006
  - Prova de Abertura
  - 2eb étape de la Volta ao Sotavento Algarvio
  - Circuit de Moita
- 2007
  - Tour d'Albufeira  :
    - Classement général
    - 1rea et 2e étapes

  - Trophée Reis Eusébio
  - Grand Prix Barbot :
    - Classement général
    - 1re étape

  - 4ea étape du Grande Prémio Vinhos da Estremadura
- 2008
  - Prova de Abertura

## Classements mondiaux
| Année           | 2005 | 2006 | 2007 | 2008 |
| --------------- | ---- | ---- | ---- | ---- |
| UCI Europe Tour | 208e | 254e | 448e | 496e |